# Тодор Петков (политик)
Вижте пояснителната страница за други личности с името Тодор Петков.
Тодор Петков е български общественик и политик от БКП, а от 1990 г. от БСП .

## Биография
Роден е през 1950 г. в град Пловдив. Завършва специалност „Промишлено и гражданско строителство“ в София. След това започва работа в Строително-монтажния комбинат в Пловдив. През 1985 г. става заместник-председател, а по-късно и председател на Районния съвет „Тракия“. Бил е и заместник-кмет на Пловдив. На 28 февруари 1988 г. е избран за кмет на града, пост на който остава до 23 октомври 1990 г. По време на мандата му са построени 9000 апартамента. След 3 април 1990 г. е член на БСП. По-късно става управител в частна строителна компания. През 2005 г. става областен управител на Пловдив. На 24 май 2015 г. напуска БСП.
Има дъщеря – Ия Петкова-Гурбалова, която бе кандидат от БСП за евродепутат, но не успява да влезе в Европарламента.